# Heukewalde
Heukewalde  est une commune allemande de l'est du land de Thuringe située dans l'arrondissement du Pays-d'Altenbourg. Heukewalde fait partie de la Communauté d'administration de la Sprotte.

## Géographie

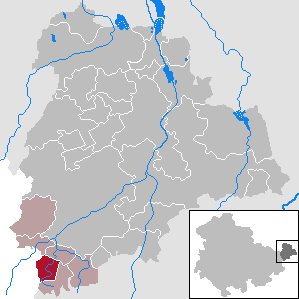
Situation de la commune (en rouge) à dans l'arrondissement d'Altenbourg

Heukewalde est située au sud-ouest de l'arrondissement, sur la Heukewalder Sprotte, à la limite avec l'arrondissement de Greiz, à 7 km au sud-ouest de Schmölln et à 19 km au sud-ouest d'Altenbourg. 
Communes limitrophes (en commençant par le nord et dans le sens des aiguilles d'une montre) : Posterstein, Vollmershain, Jonaswalde, Rückersdorf et Paitzdorf.

## Histoire
La première mention écrite du village de Heukewalde date de 1152. Le village, qui est un village-rue typique du pays d'Altenbourg est certainement une fondation allemande.
De 1826 à 1918, le village a appartenu au duché de Saxe-Altenbourg (Ostkreis).
De 1952 à 1990, la commune  a fait partie de l'arrondissement de Gera-Land, dans le district de Gera.

## Démographie
| 1900 | 1933 | 1939 | 1995 | 2000 | 2005 | 2010 |
| ---- | ---- | ---- | ---- | ---- | ---- | ---- |
| 322  | 256  | 245  | 236  | 241  | 226  | 222  |